# Henri Bogaert

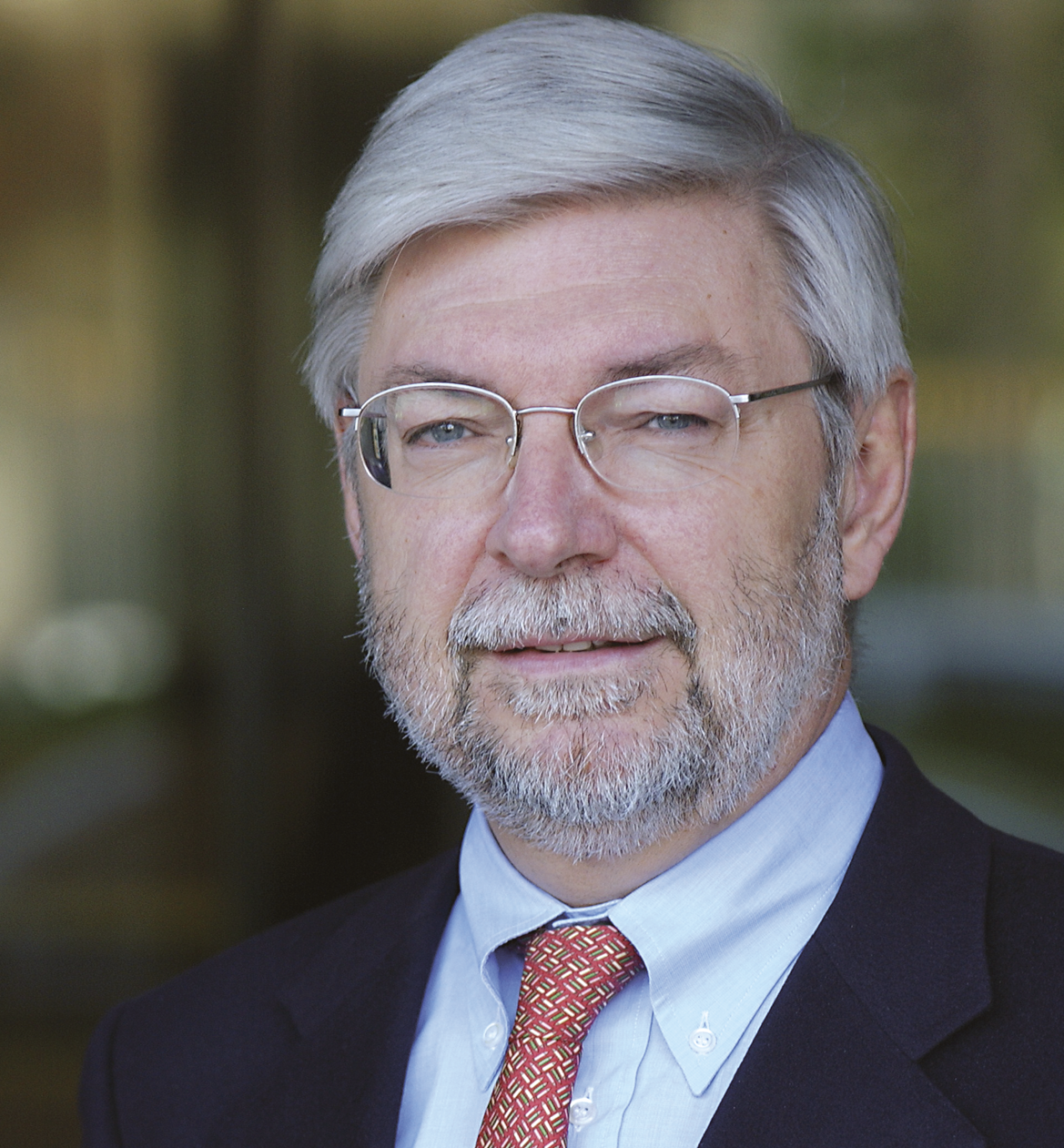
Henri Bogaert

Henri Bogaert (22 april 1948) is een Belgisch econoom. Van 1992 tot 2014 stond hij aan het hoofd van het Federaal Planbureau (Commissaris van het Plan) en daarnaast was hij professor economische politiek aan de Universiteit van Namen. 

## Biografie
Na zijn studies economie aan de Universiteit van Namen (België), ging Henri Bogaert aan het werk bij het Federaal Planbureau, waar hij deel uitmaakte van de equipe voor macro-economische analyses en vooruitzichten en zich toespitst op de uitwerking en het gebruik van macro-economische modellen. In 1980 voorzag hij de explosie van de Belgische overheidsschuld en wees hij op het “sneeuwbaleffect van de schuld”. In 1982 maakte hij deel uit van de equipe die de devaluatie van de Belgische Frank voorbereidde en van 1989 tot 1990 droeg hij bij tot de oprichting van een privémaatschappij  (ADE) gespecialiseerd in economische studies. 
Van 1990 tot 1992 was hij als adjunct-directeur van de economische raadgevers van de Eerste Minister belast met de voorbereiding van het eerste Belgische convergentieprogramma voor de invoering van de euro. In 1993 werd hij door de toenmalige regering benoemd tot directeur van het Federaal Planbureau en maakte hij deel uit van de groep experts die in opdracht van dezelfde regering het Sociaal Pact voorbereide dat ertoe zou leiden dat de regering Dehaene het “Globaal plan voor de werkgelegenheid, het concurrentievermogen en de sociale zekerheid” zou goedkeuren met als doel het herstel van België na de zware crisis van 1993. Daarna werd Henri Bogaert tevens lid en voorzitter van het Comité voor de economische politiek van de Europese Unie, alsook voorzitter van de daartoe behorende werkgroep voor de vergrijzing en de houdbaarheid van de overheidsfinanciën en dat gedurende tien jaar. In dat kader heeft hij in grote mate bijgedragen tot de integratie van criteria voor de houdbaarheid van de overheidsfinanciën in het Stabiliteits- en Groeipact. Hij was tevens vicevoorzitter van het Comité voor de economische politiek van de OESO.